# Felsőmarác
Felsőmarác là một thị trấn thuộc hạt Vas, Hungary. Thị trấn này có diện tích 17,44 km², dân số năm 2010 là 261 người, mật độ 15 người/km².